# Трегуако
Трегуако (ісп. Treguaco) — селище в Чилі. Адміністративний центр однойменної комуни. Населення - 1245 чоловік (2002). Селище і комуна входить до складу провінції Ітата і регіону Ньюбле.
Територія комуни – 313,1 км². Чисельність населення – 5114 мешканців (2007). Щільність населення - 16,33 чол./км².

## Розташування
Селище розташоване за 54 км на північний захід від адміністративного центру регіону міста Чильян.
Комуна межує:
- на півночі - з комунами Кіріуе, Кобкекура
- на північному сході - з комуною Нінуе
- на південному сході - з комуною Портесуело
- на південному заході - з комуною Коелему

На заході комуни розташований Тихий океан.